# Scorpaenodes quadrispinosus
Scorpaenodes quadrispinosus är en fiskart som beskrevs av Greenfield och Keiichi Matsuura 2002. Scorpaenodes quadrispinosus ingår i släktet Scorpaenodes och familjen Scorpaenidae. IUCN kategoriserar arten globalt som livskraftig. Inga underarter finns listade i Catalogue of Life.